# Indian Heritage Centre
L'Indian Heritage Centre (இந்திய பாரம்பரிய மையம், Centre de l'Héritage indien) est un centre culturel et un musée de Singapour qui présente la culture, l'héritage et l'histoire des Singapouriens indiens. Il est situé sur Campbell Road, la route principale du quartier de Little India.
Il a été ouvert le 7 mai 2015 et s'étend sur quatre étages et 3 090 m². Le bâtiment a été conçu par Greg Shand Architects et a remporté plusieurs distinctions pour son architecture.

## Exposition permanente
L'exposition permanente se déroule au troisième et au quatrième étage du bâtiment. Elle se déploie en cinq thèmes organisés de manière chronologique :
- Premier contact : interactions entre le sud et le sud-est de l'Asie (Ier siècle - XIXe siècle)
- Racines et routes : origines et migration (XIXe siècle - XXIe siècle)
- Pionniers : les premiers Indiens à Singapour et en Malaisie péninsulaire (XIXe siècle - milieu du XXe siècle)
- Réveil politique et social des Indiens à Singapour et en Malaisie péninsulaire (milieu du XXe siècle)
- Construction d'une nation : contributions des Indiens de Singapour (fin des années 1950 - présent)

Plus de 440 œuvres sont exposées dans le musée ; elles ont été acquises ou louées par le musée ou alors fournies par des donateurs. Parmi les œuvres, on trouve des bijoux, des sculptures en pierre, des costumes, des gravures sur bois et des malles anciennes.
Parmi les plus importantes, on peut citer la porte en bois Chettinad qui mesure 3,4 m de haut et date du XIXe siècle.

## Activités culturelles
Le centre culturel propose de nombreuses activités parmi lesquelles des projections de film, des rencontres avec des artistes et des performances artistiques et culturelles (danse, musique, spectacle de masques).

## Histoire
Le projet de l'Indian Heritage Centre a démarré en 2008 et sa construction a duré sept ans. Le projet a été engagé par le premier ministre Lee Kuan Yew. Il fut tout d'abord pris en charge par le docteur Balaji Sadasivan qui mourut en 2010. Il fut alors repris par S. Iswaran.

## Architecture
Le décor de la façade du bâtiment s'inspire du bâoli, type d'escalier indien traditionnel. La façade a un aspect translucide le jour pour la faire ressembler à un bijou. La nuit, elle s'illumine de couleurs, évoquant ainsi les lanternes traditionnelles indiennes.
Le bâtiment a été conçu par Greg Shand Architects. Le projet architectural a représenté Singapour au London Festival of Architecture 2013. Il a reçu le label BCA Green Mark Gold.